# 鈴木政行
鈴木 政行（すずき まさゆき、1972年9月26日 - ）は、日本のドラマー。北海道出身。愛称はあんぱん。

## 概要・来歴
北海道出身。12歳まで闘病生活を送っており、入院中、知人にLOUDNESSを紹介された事がきっかけで音楽に目覚める。
1985年、13歳の時、コピーバンドにドラマーとして加入し、音楽活動を始める。その後、16歳（1988年）の頃より、オリジナル曲のバンドを結成し、主にスラッシュメタル、パワーメタルの分野で活動。2008年夏にSABER TIGERに加入するが、同年12月、肝細胞癌で他界した樋口宗孝の後任として、高崎晃よりLOUDNESSへの参加要請を受ける（正式加入は翌2009年11月29日）。それに合わせSABER TIGERを脱退。
樋口の後任として加入したことは、鈴木にとって憧れのバンドに入れた喜びと同時に、大きなプレッシャーでもあった。ブログでは、樋口に対する敬意と共に、どうしても比較されてしまう辛さや、LOUDNESSという既に実績のあるベテランバンドでの活動について、自身の苦悩を綴っている。
2018年2月8日、体調の異変に気付き病院で診察を受けた結果、脳梗塞を発症している事が判明。幸い、症状は軽度のものであったが、リハビリや各種検査が必要と判断されたため、そのまま入院となる。これにより、LOUDNESSとしての活動を一時的に休止。暫くは療養生活に入っていたが、同年8月11日更新の自身のブログにて、病状が快方に向かい、9月24日のZepp DiverCity（TOKYO）でのライブから戦列に復帰する事が報告された。
好物は牛乳とオレンジジュース。